# رسانه‌های جدید
رسانه‌های نو (انگلیسی: New media) به اینترنت اشاره می‌کند که زمان بسیاری را که افراد در رسانه‌های قدیمی مانند تلویزیون، رادیو، رسانه‌های چاپی و غیره صرف می‌کنند، کاهش می‌دهد. اینترنت می‌تواند در هر دستگاه دیجیتال قابل دسترسی باشد و معمولاً شامل بازخورد کاربر تعاملی و مشارکت خلاق است.
رسانه‌های نو مجموعهٔ متمایزی از فناوری‌های ارتباطات و دارای ویژگی‌های مشترک دیجیتالی بودن و دسترسی گستردهٔ شهروندان به آن برای استفادهٔ شخصی است. 
نمونه‌های معمولی از رسانه‌های نو شامل وبگاه‌ها مانند روزنامه‌ها، وبلاگ‌ها، ویکی‌ها، بازی‌های ویدئویی و رسانه‌های اجتماعی است.
روابط میان سوژه‌ها و فناوری‌های رسانه‌ای: تغییر در استفاده و دریافت تصاویر و رسانه‌های ارتباطی در زندگی روزمره و معانی نهاد شده در فناوری‌های رسانه‌ای ارتباطات.
تجربیات نو، روابط میان جسم، هویت و اجتماع 
تغییرات در تجربهٔ شخصی و اجتماعی زمان، فضا و مکان (در سطوح محلی و جهانی) است که دلالت می‌کند بر شیوه‌هایی که در آن ما خودمان و جایگاه‌مان در جهان را تجربه می‌کنیم.
الگوهای نو سازماندهی و تولید: تجدید سازمان و یکپارچگی گسترده در فرهنگ، صنعت، اقتصاد ِدسترسی، مالکیت، کنترل و مقررات‌گذاری رسانه‌ای
اساسی‌ترين جنبهٔ فناوری اطلاعات و ارتباطات؛ديجيتالی شدن است که به واسطهٔ آن همهٔ متون به رمز دوگانه تقلیل یافته‌است. 
مهم‌ترین پیامد دیجیتالی‌شدن برای نهادهای رسانه‌ای همگرایی میان همهٔ اشکال رسانه‌ای موجود بر حسب سازمان، توزیع، دریافت و مقررات‌گذاری است.
تفاوت رسانه‌های نوین با رسانه‌های سنتی 
اینترنت رادیو فیلم و تلویزیون را یک کاسه کرده‌است.
اینترنت به وسیلهٔ موارد زیر از محدودیت‌های چاپ و مدل‌های تولید برنامه‌های صوتی و تصویری می‌گذرد:
۱- قابلیت مکالمهٔ چندنفره
۲- قابلیت دریافت همزمان تغییر پخش چندبارهٔ موضوعات فرهنگی
۳- فراتر بردن ارتباط از سطح ملی و ارتباطات محدود به مدرنیته
۴- فراهم ساختن ارتباط اجتماعی
ویژگی مشخص رسانه‌های نو، گفت‌وگو است. رسانه‌های نو محتوا را از طریق ارتباط و گفت‌وگو انتقال می‌دهند و این امکان را برای مردم در سراسر جهان فراهم می‌کند تا به اشتراک‌گذاری، نظر دادن و بحث در مورد موضوع‌های متنوعی بپردازند. بر خلاف هر یک از فناوری‌های گذشته، رسانه‌های نو بر روی یک جامعهٔ تعاملی متکی هستند.
اکثر فناوری‌هایی که به عنوان «رسانه‌های نو» شناخته می‌شوند، دیجیتالی هستند، که اغلب دارای خصوصیات دستکاری، شبکه‌سازی، انعطاف‌پذیری، فشرده‌سازی و تعاملی هستند.
در یک جمع‌بندی کلی ابعاد و ویژگی‌های رسانه‌های نو را می‌توان چنین برشمرد:
۱-تعاملی‌بودن: امکان پاسخگویی یا نوآوری و خلاقیت به وسیلهٔ کاربر برای عرضهٔ دیدگاه‌هایش به منبع یا فرستنده
۲-حضور اجتماعی: اساس ارتباط شخصی با دیگران که با استفاده از رسانه‌ها ایجاد می‌شود.
۳-غنای رسانه‌ای: پیوند میان چارچوب‌های متفاوت ارجاع تقلیل ابهام فراهم‌کردن علائم و نشانه‌ها و ... به وسیلهٔ رسانه‌ها 
۴-استقلال: کنترل کاربر بر محتوا، استفاده و  استقلال او از منبع 
۵-خصوصی‌بودن: استفاده از رسانه با محتوای ویژه

## تاریخچه
اساسی‌ترين جنبهٔ فناوری اطلاعات و ارتباطات؛ ديجيتالی شدن است که به واسطهٔ آن همهٔ متون به رمز دوگانه تقلیل یافته‌است . 
مهم‌ترین پیامد دیجیتالی‌شدن برای نهادهای رسانه‌ای همگرایی میان همهٔ اشکال رسانه‌ای موجود بر حسب سازمان، توزیع، دریافت و مقررات‌گذاری است.
رسانه های جدید بدون حرکت از آنالوگ به فناوری دیجیتال نمی توانند وجود داشته باشند ،زیرا انواع رسانه های جدید مبتنی بر دیجیتال هستند
 رسانه های دیجیتال از کدهای عددی تشکیل شده اند و یا برای خواندن آنها طراحی شده اند. متداول ترین سیستم اعداد کد باینری است که اطلاعات را به یک سری 0 و 1 تبدیل می کند. این سیستم کد مشترک به این معنی است که هر دستگاهی که بتواند کد باینری را رمزگشایی کند (بخواند) می تواند اطلاعات را منطقی ، ذخیره و پخش کند. 
رسانه های آنالوگ با رمزگذاری اطلاعات روی یک شی physical فیزیکی ایجاد می شوند که باید با دستگاه دیگری که قادر به خواندن آن کد خاص است ، جفت شوند
. بنابراین آنچه که بیشتر رسانه های آنالوگ را از رسانه های دیجیتال متمایز می کند ، 
 فیزیکی بودن آنها ونیاز آنها به همسان سازی با یک دستگاه رمزگشایی خاص است. از نظر فیزیکی ، رسانه های آنالوگ ترکیبی از قطعات مکانیکی و فیزیکی است ، در حالی که رسانه های دیجیتال می توانند کاملاً الکترونیکی باشند و از هیچ گونه فیزیکی برخوردار نیستند.